# Take it Easy
Take it Easy er en dansk film fra 1986, med manuskript og instruktion af Jesper Høm.
Filmen er opkaldt efter en sang af Leo Mathisen. I filmen spilles Mathisen af Eddie Skoller.

## Handling
Ungdomsfilm, der foregår i sommeren 1945, hvor krigen endelig er forbi i Europa. For den syttenårige Herbert og hans sidekammerat i skolen Allan er det faste tilholdssted München Kroen, hvor Leo Mathisens orkester spiller. Orkestrets trommeslager Spjæt er især Herberts idol, mens Allan mere er interesseret i garderobedamen Anita end i musikken. Herbert bor alene sammen med sin mor, der er pianist. Han har et job som bud hos en købmand, men supplerer indtægterne ved sortbørshandel. Sortbørsvarerne, der kan afsættes på München Kroen, er skaffet i bytte for ting, Herbert har hugget hos moderen eller købmanden. Til sidst sælger han endog moderens flygel. En sort amerikansk officer, han er blevet venner med, griber ind, da forretningerne er ved at gå lovlig vidt.

## Medvirkende
- Eddie Skoller
- Helle Hertz
- Stig Hoffmeyer
- Ole Ernst
- Mek Pek
- Kasper Winding
- Masja Dessau
- Tommy Kenter
- Beatrice Palner
- Jeanne Boel
- Jens Arentzen
- Claus Nissen
- Anders Peter Bro